# Либермейстер, Карл фон
Карл фон Либермейстер (нем. Karl von Liebermeister; 2 февраля 1833, Ронсдорф — 24 ноября 1901, Тюбинген) — немецкий учёный, врач — терапевт, патологоанатом, интернист, педагог, доктор медицины. Один из популярнейших клиницистов того времени.

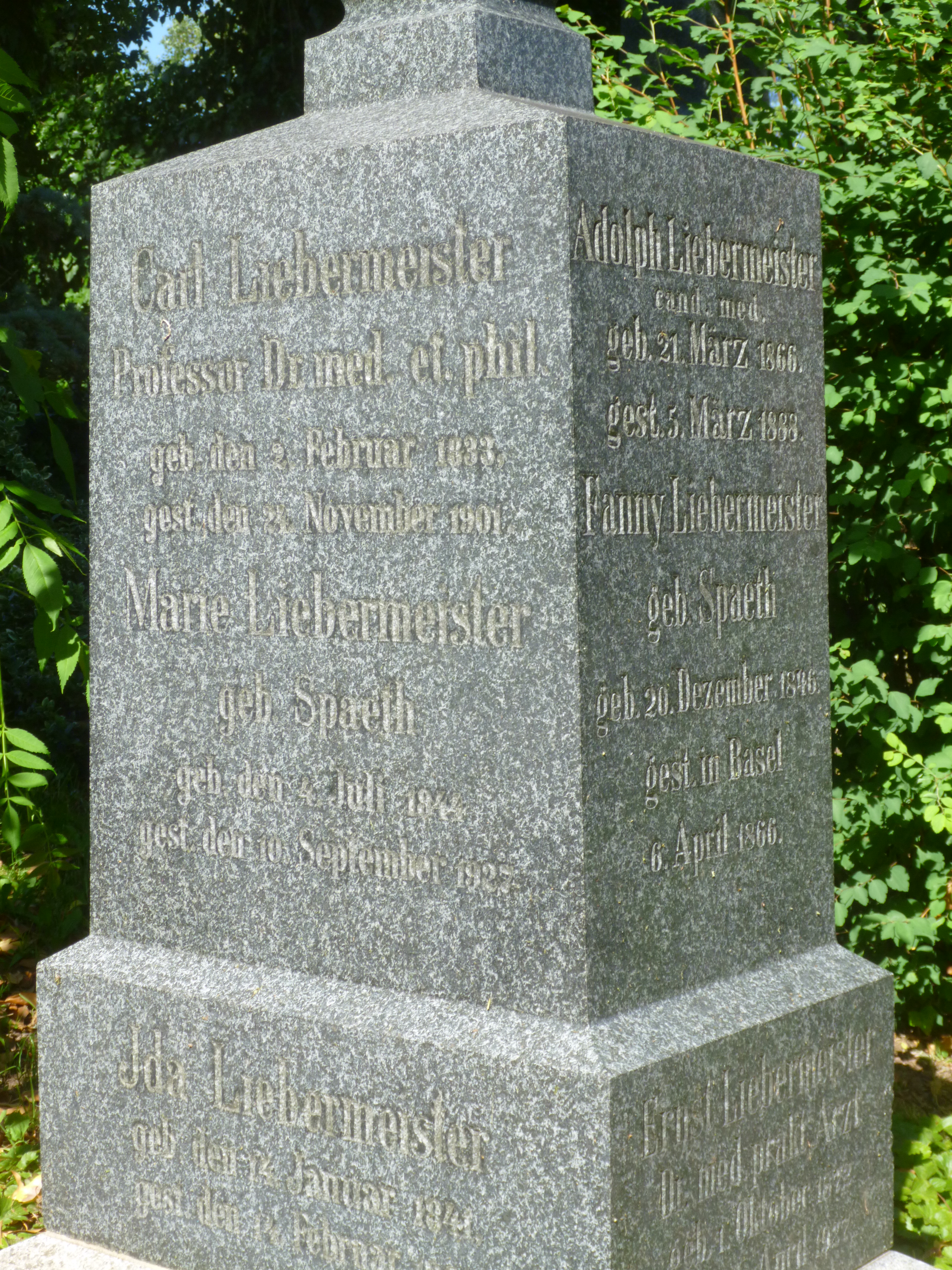
Могила Либермейстера в Тюбингене

## Биография
Образование получил в университетах Бонна, Вюрцбурга, Грайфсвальда и Берлина, ученик Рудольфа Вирхова и Феликса фон Нимейера.
В 1856 году получил докторскую степень в Грайфсвальде. С 1860 года работал в Тюбингене, где в 1864 году стал адъюнкт-профессором. С 1865 по 1871 год был профессором патологии и директором медицинской клиники в Базеле, после чего профессором в Тюбингене.
Известен своими работами по патофизиологии лихорадки и исследованиями жаропонижающих средств, включая гидротерапию. Его имя связано с зависимостью между частотой пульса и температурой тела при лихорадке. Правило Либермейстера гласит, что в графиках лихорадки у взрослых частота сердечных сокращений увеличивается примерно на восемь ударов в минуту на каждый градус Цельсия.
В 1887 году стал членом Леопольдина, в 1897 году избран почётным доктором Лейпцигского университета.

## Избранные труды
- Руководство по патологии и терапии лихорадки. Лейпциг, FCW Vogel, 1875 г.
- Руководство по острым инфекционным болезням. Лейпциг, FCW Vogel, 1876—1877 гг. (с Германом Лебертом и другими)
- Об исчислении вероятностей в применении к терапевтической статистике. Сборник клинических лекций, Лейпциг, 1877 г.
- Жаропонижающие средства. Лейпциг, FCW Vogel, 1880 г.
- Лекции по специальной патологии и терапии. 5 томов. Лейпциг, 1885—1894 гг.
- Лекции по инфекционным болезням. Лейпциг, FCW Vogel, 1885 г.
- Лекции о болезнях нервной системы. Лейпциг, FCW Vogel, 1886 г.
- Лекции по общим болезням (болезни крови, конституциональные аномалии и общие расстройства). Лейпциг, FCW Vogel, 1887 г.
- Лекции о болезнях органов грудной клетки (органов дыхания и кровообращения). Лейпциг, FCW Vogel, 1887 г.
- О простой язве желудка. Сборник клинических лекций, новая серия No. 61. Лейпциг: Брейткопф и Хартель, 1892 г.
- Лекции по заболеваниям органов брюшной полости.
- Холера азиатская и холера нострас. Вена: Альфред Холдер, 1896 г.
- Очерк внутренней медицины. Для студентов и врачей. Тюбинген: Франц Питцкер, 1901. 448 страниц.